# Expiration (recueil)
Pour les articles homonymes, voir Expiration.
Expiration (titre original : Exhalation) est un recueil de nouvelles de science-fiction de  l'américain Ted Chiang paru en 2019 puis traduit en français et publié aux éditions Denoël en 2020. Ce recueil, qui est le deuxième de l'auteur, a reçu le prix Locus du meilleur recueil de nouvelles 2020.

## Contenu
- Le Marchand et la Porte de l'alchimiste ((en) The Merchant and the Alchemist's Gate, 2007)Prix Hugo de la meilleure nouvelle longue 2008 et prix Nebula de la meilleure nouvelle longue 2007
- Expiration ((en) Exhalation, 2008)Prix Hugo de la meilleure nouvelle courte 2009, prix Locus de la meilleure nouvelle courte 2009 et prix British Science Fiction de la meilleure fiction courte 2008
- Ce qu'on attend de nous ((en) What's Expected of Us, 2005)
- Le Cycle de vie des objets logiciels ((en) The Lifecycle of Software Objects, 2010)Prix Hugo du meilleur roman court 2011 et prix Locus du meilleur roman court 2011
- La Nurse automatique brevetée de Dacey ((en) Dacey's Patent Automatic Nanny, 2011)
- La Vérité du fait, la Vérité de l'émotion ((en) The Truth of Fact, the Truth of Feeling, 2013)
- Le Grand Silence ((en) The Great Silence, 2015)
- Omphalos ((en) Omphalos, 2019)Prix Locus de la meilleure nouvelle longue 2020
- L'angoisse est le vertige de la liberté, 2020 ((en) Anxiety Is the Dizziness of Freedom, 2019)

## Éditions
- Exhalation, Alfred A. Knopf, 7 mai 2019, 350 p.  (ISBN 978-1-101-94788-3)
- Expiration, Denoël, coll. « Lunes d'encre », 2 septembre 2020, trad. Théophile Sersiron, 464 p.  (ISBN 978-2-207-13682-9)
- Expiration, Gallimard, coll. « Folio SF » no 702, 7 avril 2022, trad. Théophile Sersiron, 496 p.  (ISBN 978-2-07-297190-7)